# Каменец (Тверская область)
Каменец — деревня в Удомельском городском округе Тверской области.

## География
Деревня находится в северной части Тверской области на расстоянии приблизительно 26 км на северо-восток по прямой от железнодорожного вокзала города Удомля в 4,5 км на восток от озера Кезадра.

## История
Деревня известна с 1545 года. В 1859 году была владением помещиков Милюкова и Боброва. Здесь было учтено дворов (хозяйств) 19 (1859 год), 53 (1886), 55 (1911), 45 (1961), 9 (1986), 6 (1991). В советский период истории здесь действовали колхозы им. Ленина, «Смена», «Луч» и совхоз «Куровский». До 2015 года входила в состав Куровского сельского поселения до упразднения последнего. С 2015 года в составе Удомельского городского округа.

## Население
Численность населения: 352 человека (1859 год), 358 (1911), 118 (1961), 14(1986), 8 (русские 100 %) в 2002 году, 18 в 2010.